# 僧階
僧階，亦稱爲法階，是普遍存在於佛教僧團中的位階制度；在東南亞地區，僧團依據修為、聲望、德行層層推舉出僧侶，以享受僧階稱號；而在東亞地區，僧階制度往往和僧官制度聯係在一起，有的地區也可以通過考試來檢定僧階的高低。

## 概述
所謂“僧階”，就是僧人的階級、位階，通常依照的是德行、修為、聲望、戒臘（受戒的年數）的高低，由僧團評定推舉。
在南傳佛教地區，僧階是教職的一種，不涉及政治制度。在北傳佛教地區，僧階制度往往和僧官制度聯係在一起，僧官制度是由政權設立出管理全國佛教事務的官職，由僧人擔任。在大部分中央集權國家，僧官要由政府任命，僧階最高者同時也是僧官最高者，主管、監檢全國僧尼的犯戒、失職，和自上而下管理各級僧官。也有些國家，出於對僧團的敬重，而將僧階最高者視為平等於世俗王室的存在，如對待泰國僧王，出任則稱爲“登基”。
還有些地區的僧階是由考試獲取的。如朝鮮歷史上的僧科考試和法階；藏地的僧階也是由聲望、修為以及對佛法的精通程度來確立的，可通過佛法考試、辯經來獲得頭銜，僧團以此認可其精通佛法；南傳佛教也有通過考試來獲取修為認可的制度，如完整背誦出全部巴利三藏而獲得三藏持者頭銜的明昆長老。

## 地區

### 南亞和東南亞
在信奉南傳佛教的很多國家和地區，都設有僧階，僧階之最上者爲僧王（僧伽拉者），他們是德高望重的僧伽之統領，地位崇高，甚至可和國王平起平坐。設立僧階的本意不是享有階級特權，而是就佛法修為上的長幼有序作出檢別，但對於民間來說，高級僧階深孚眾望，擁有更多的敬重，甚至是政治地位，也是普遍的現象。有些地方即使由於政治原因，現代不再設僧王，但歷史上也依然有僧王之位；如老撾在進入共產黨統治時期，就廢除了僧王和僧階；如緬甸的僧王在1938年被英國殖民當局廢除。
以泰國為例，僧階依次爲：
- 帕（Phra），普通比丘；
- 帕格鲁(Phracru），法师，可擔任寺院的住持或方丈；
- 帕伽纳迦利耶（Phra Canacarya），教授師阿阇梨，一般擔任寺院、佛學院的教導師；
- 帕罗兰伽纳（Phra Rajacana），各省、郡的僧官，或皇家司儀助理；
- 僧伽纳耶迦·召伽纳茸（San Chanayaka Chao Canaron），泰國中部、北部、南部三个教区及法相应派的副僧长；
- 松迪·帕罗阁伽纳（Sondech Phraraja Cana），泰國中部、北部、南部三個教区和法相应派的僧长；
- 沙迦腊·僧伽波若纳耶迦（Sakala Sanghaparinayaka)，即泰国僧王。

在中國雲南的傣族、布朗族地區，根據四大派別（润派、多列派、摆庄派、左抵派），僧階的等級分類繁多且嚴格，各不相同。比如：
- 西雙版納润派：
  - 增帕诺，行童
  - 帕，沙彌
  - 都，比丘
  - 都龍，僧都
  - 祜巴，都统长老，通常是地區最高僧團領袖
  - 沙密，沙门统长老
  - 僧伽罗阇，即僧王、僧主长老，但长期无人擔任
  - 帕召祜，阐教长老
  - 松迪，僧正长老
  - 松迪·阿伽摩尼，大僧正长老

- 德宏州多列派：
  - 召尚，沙彌
  - 召闷、闷召，相當於润派的都（比丘）、都龍（僧都），即普通比丘，民間稱之為佛爺
  - 召几，相当于润派的祜巴，都统长老，地區最高僧團領袖
  - 召崩几，高級僧侶長老

### 東亞

#### 漢地
魏晉南北朝時期，漢地設置了僧官和僧階，管理佛教事業，統領全國僧尼，監檢其犯戒、失職之過。此後各朝各代沿襲，汉传佛教各国也相应沿设。漢傳佛教的僧階，設立之初就和政治有千絲萬縷的瓜葛，僧官和僧階通常是不分家的。
北魏設僧統，又名沙門統、都統等，是全國僧團最高領袖。唐朝設僧錄爲最高領袖。明清時期，僧官主管機構在中央稱爲僧錄司，府級稱為僧綱司，州級稱為僧正司，縣級稱為僧會司。

#### 日本
日本推古天皇時始設僧官，由僧正、僧都、律師三大部分構成。後通過僧官、僧階、僧位三個體系來確定僧侶的階位。
僧官的僧階僧位：
| 僧位             | 僧官           |
| ---------------- | -------------- |
| 法印大和尚位     | 大僧正         |
| 法印大和尚位     | 僧正           |
| 法印大和尚位     | 權僧正         |
| 法眼和尚（上）位 | 大僧都         |
| 法眼和尚（上）位 | 權大僧都       |
| 法眼和尚（上）位 | 少僧都         |
| 法眼和尚（上）位 | 權少僧都       |
| 法橋上人位       | 大律師         |
| 法橋上人位       | 律師（中律師） |
| 法橋上人位       | 權律師         |

凡夫僧的僧階僧位：
| 傳燈位       | 修行位       |
| ------------ | ------------ |
| 傳燈大法師位 | 修行大法師位 |
| 傳燈法師位   | 修行法師位   |
| 傳燈満位     | 修行満位     |
| 傳燈住位     | 修行住位     |
| 傳燈入位     | 修行入位     |
| 無位         | 無位         |

僧官制度在明治天皇時期被廢止，但在某些宗派裡還保留著僧階，用以分別僧人級別的高低。例如：
- 高野山真言宗設十六僧階[3]：教师试补（修士）、权律师、律师（灌顶阿奢黎）、大律师、权少僧都、小僧都、权中僧都、中僧都、权大僧都、大僧都、权少僧正、少僧正（可披紫色法衣）、权中僧正、中僧正、权大僧正、大僧正（大阿闍黎，法印和尚转披红色法衣）。

- 日本曹洞宗有四法階[4]：上座、座元、和尚、大和尚。

#### 朝鮮半島
朝鲜歷史上還設僧科制度，如同科舉考試一般，根據檢定的優劣確定僧侶的法階（韓語：법계）。
李氏朝鮮時期，佛教各宗派被歸併爲教宗、禪宗兩派，僧科也分為教宗、禪宗兩種。中央層面的最高領袖是國師、王師，下級則是：
- 教宗通過“大選”，從下往上設：大德、大師、重大師、三重大師、首座、僧統；
- 禪宗從下往上設：大德、大師、重大師、三重大師、禪師、大禪師。

1961年6月，韓國朴正熙政府頒布《僧尼法》（韓語：승니법），設淨德、中德、大德、宗師、大宗師五個僧階，僧尼需要通過考試獲取相應稱號。

#### 越南
越南歷史上首次設置僧統是在10世紀時，由匡越（越南语：／）擔任。

#### 藏地
佛教甫一傳入藏地，就與政權合謀，兩者互佐互生，僧俗難分，樹立起佛教世界裡獨有的政教合一制度，僧階、僧官級別分明。藏地正式併入中國後，又逐漸產生了轉世靈童制度，明清朝廷為此設置了金瓶掣簽制，以解決選定轉世靈童的舞弊行為。曾作為藏地一部分的不丹和錫金，政教合一制已被世俗政府所取代，但僧階制度保留了下來。
藏傳佛教裡的僧階，一般由僧侣的学位学识，以及其在寺院中所任教职、所负责任等几方面因素综合评价而确定，不同的教派又有不同的僧階。例如：
- 寧瑪派：奔扎（班鳥）、格隆、翁则、拉玛、活佛（祖古）
- 噶举派：
  - 藏區：奔扎（班鳥）、格隆、抽奔、翁则、格贵、堪布、活佛
  - 納西族區：奔扎（班鳥）、格隆、都巴、常住、克姆、活佛
- 格鲁派：
  - 藏区：奔扎（班鳥）、格隆、群则、翁則、哈朗、格貴、格西、堪布、活佛
  - 摩梭族、普米族區：格初、格隆、哈尔巴、翁则、格贵、拉擦、格西、堪布、活佛
- 萨迦派：集初、集罗、翁则、格贵、拉擦、堪布